# Instituto Santo Tomás de Aquino
A Instituto Santo Tomás de Aquino (ISTA) é uma instituição de ensino superior, privada e católica brasileira situada em Belo Horizonte, capital do estado de Minas Gerais..

## Lista de ex-alunos que se tornaram bispos
- Dom Maurício da Silva Jardim[3]